# Andriy Kovalenco
Andrei Kovalenco (Kiev, 12 de julio de 1971) es un exjugador español de rugby nacido en Ucrania, que se desempeñaba como apertura. Fue internacional con el XV del León de 1995 a 2007 y es considerado su mejor representante de la historia.

## Carrera
Kovalenco empezó a jugar al rugby a la edad de catorce años, en su país, por entonces todavía conocido como U.R.S.S, con el Aviator de Kiev. Debido al servicio militar obligatorio, se trasladó a Moscú donde engrosó en las filas del VVA, el equipo militar de rugby de Moscú y debutó en primera allí; a la edad de 18 años.

### España
En 1994 fichó por el Canoe R.C, donde ha pasado la mayor parte de su carrera deportiva, consiguiendo con este equipo una liga y tres Copas del Rey. En 1998 se convirtió en el máximo anotador de la División de Honor merced a su acierto de cara a palos. En el año 2004, por motivos personales, se marchó a Barcelona y fichó por el BUC, en donde jugó dos años hasta que por motivos económicos, el club cedió la plaza de división de honor al F. C. Barcelona, aquí jugó durante otros dos años hasta que el club descendió de categoría, momento en que volvió al BUC.

## Selección nacional
Mientras realizaba su conscripción en Moscú, fue convocado a la selección soviética juvenil. Con ella participó del Mundial M19 de Portugal 1989 donde el combinado resultó subcampeón, tras perder la final contra Argentina.

### Unión Soviética y Ucrania
Su gran nivel demostrado con la juvenil, le permitió ser seleccionado al Ejército Rojo en 1990 y jugaría 20 partidos en total. Como esta unión no era miembro de la World Rugby, no son partidos oficiales.
Tras la disolución de la URSS Kovalenco no integró a la Comunidad de Estados Independientes, pero sí a Selección ucraniana en 12 partidos; los cuales tampoco son oficiales.

### XV del León
Su debut internacional se produjo en la derrota frente a los Cóndores en agosto de 1995. En total jugó 38 partidos y marcó 198 puntos.

### Participaciones en Copas del Mundo
Tuvo un destacado papel durante la fase de grupos de Gales 1999 en donde jugó dos partidos, ambos como titular: contra los Teros marcó los quince puntos de su selección, a merced de cinco penales y ante el XV del Cardo.
| Mundial                       | Sede  | Resultado      | PJ | Tries |
| ----------------------------- | ----- | -------------- | -- | ----- |
| Copa Mundial de Rugby de 1999 | Gales | Fase de grupos | 2  | 0     |

## Palmarés
- Campeón de la División de Honor de 2000.
- Campeón de la Copa Soviética de 1991.
- Campeón de la Copa del Rey de 2001, 2002 y 2003.
- Campeón de la Primera Nacional de 1995.